# آیرون بلت (ویسکانسین)
آیرون بلت (به انگلیسی: Iron Belt) یک منطقهٔ مسکونی در ایالات متحده آمریکا است که در شهرستان آیرن، ویسکانسین واقع شده‌است. آیرون بلت ۱۷۳ نفر جمعیت دارد و ۴۷۳٫۹۷ متر بالاتر از سطح دریا واقع شده‌است.